# Horecký rybník
Der Horecký rybník, auch Vodní nádrž Horka (deutsch Groß Horka-Teich), ist ein Stausee in Nordböhmen.
Er liegt am östlichen Stadtrand von Stráž pod Ralskem oberhalb der Einmündung des Ještědský potok (Jeschkenbach) in die von Hamr na Jezeře zufließende Ploučnice. Gestautes Gewässer ist die Ploučnice. 
Der ursprüngliche herrschaftliche Fischteich wurde in den Jahren 1912 bis 1915 zu einem Stausee ausgebaut. Er hat eine Wasserfläche von 75,5 Hektar wird im Norden durch einen 5,25 Meter hohen Damm gestaut. Die Dammkrone hat eine Länge von 950 m und eine Breite von 5 m.
Zwischen 1996 und 2001 wurde der Teich rekonstruiert. Er wird zu Erholungszwecken genutzt.